# C/1582 J1
C/1582 J1 ist ein Komet, der im Jahre 1582 sichtbar war.

## Entdeckung und Beobachtung
In Europa war C/1582 J1 ein schwächerer Komet, der am Abend des 12. Mai 1582 von Tycho Brahe entdeckt wurde. Er berichtete von einem Schweif von 13° Länge. Brahe und die Mitarbeiter in seiner Sternwarte Uraniborg auf der Insel Ven konnten bis zum 18. Mai nur drei Positionsbestimmungen vornehmen. Der Komet hatte am 12. Mai einen Winkelabstand zur Sonne von nur 14°, der sich bis zum 18. Mai auf 24° erhöhte, wobei die Helligkeit von anfänglich 2–3 auf 4 mag sank. Wegen möglicherweise ungünstiger Wetterbedingungen wurde der Komet von nur wenigen europäischen Astronomen beobachtet. Ein Beobachter in England sah den Kometen am 18. Mai und möglicherweise bereits zehn Tage zuvor. Es existieren auch handschriftliche Aufzeichnungen von Michael Mästlin in der Herzog August Bibliothek in Wolfenbüttel und Erwähnungen durch Helisäus Röslin.
In Japan und China waren die Bedingungen günstiger und die Erscheinung des Kometen war imposanter. Es gibt japanische Beobachtungen ab dem Tag nach Tycho Brahes Entdeckung mit Berichten über eine Schweiflänge von 100°, chinesische Beobachter verfolgten den Kometen während 20 Tagen vom 20. Mai bis zum 9. Juni. David Seargent zählt ihn daher zu den Großen Kometen.

### Santuccis Beobachtung
Antonio Santucci berichtet in seinem Werk Trattato Nuovo Delle Comete (Neue Abhandlung über Kometen) ebenfalls von einem Kometen im Jahre 1582, allerdings vom 10. März. Alexandre Guy Pingré hatte 1783 vorgeschlagen, dass es sich hierbei um eine frühere Sichtung desselben Kometen handeln könnte, allerdings ist dies aus heutiger Sicht eher unwahrscheinlich, da Brahes Komet seine größte Erdannäherung am 8. Mai 1582 gehabt haben muss, was ihn am 10. März zu einem leuchtschwachen Objekt gemacht hätte.

## Aberglaube
Wie damals üblich wurden dem Kometen bereits kurz nach seinem Erscheinen allerlei Bedeutungen beigelegt, darunter Kriegszüge, Todesfälle und Katastrophen, die sich zum Teil erst etliche Jahre nach seiner Beobachtung ereigneten.

## Wissenschaftliche Auswertung
Sehr ähnliche Bahnberechnungen für den Kometen erfolgten im 18. und 19. Jahrhundert durch Pingré, Heinrich Louis d’Arrest und Albert Marth.

## Umlaufbahn
Für den Kometen konnte aus 3 Beobachtungen während 6 Tagen eine unsichere parabolische Umlaufbahn bestimmt werden, die um rund 119° gegen die Ekliptik geneigt ist. Seine Bahn steht damit schräg gestellt zu den Bahnebenen der Planeten, er durchläuft seine Bahn gegenläufig (retrograd) zu ihnen. Im sonnennächsten Punkt der Bahn (Perihel), den der Komet am 6. Mai 1582 durchlaufen hat, befand er sich mit etwa 25,2 Mio. km Sonnenabstand im Bereich weit innerhalb der Umlaufbahn des Merkur. Um den 8. Mai 1582 näherte er sich der Venus bis auf etwa 82 Mio. km (0,55 AE) und auch der Erde bis auf etwa 125 Mio. km (0,83 AE).
Basierend auf den Bahnelementen von Marth, wie sie in der JPL Small-Body Database angegeben sind, wurde die Exzentrizität der Bahn des Kometen während des Durchlaufens des inneren Sonnensystems durch die Anziehungskräfte der Planeten um etwa 0,0002 verringert. Aufgrund der unsicheren Ausgangsdaten kann aber keine Aussage darüber getroffen werden, auf welcher Bahnform er sich jetzt bewegt, und ob und gegebenenfalls wann der Komet in Sonnennähe zurückkehren könnte.